# Дискография The Velvet Underground
В статье представлена дискография американской рок-группы The Velvet Underground.

## Студийные альбомы
| 1967                                         | The Velvet Underground & Nico - Дата выпуска: Март 1967 - Лейбл: Verve - Формат: CD, CS, LP | 129 | 164 | 89 | 58 | 40 | 43 | - BPI: Платиновый |
| 1968                                         | White Light/White Heat - Дата выпуска: 30 января 1968 - Лейбл: Verve - Формат: CD, CS, LP   | 199 | —   | —  | —  | —  | —  | - BPI: Серебряный |
| 1969                                         | The Velvet Underground - Дата выпуска: Март 1969 - Лейбл: Verve - Формат: CD, CS, LP        | 197 | —   | —  | —  | —  | —  | - BPI: Золотой    |
| 1970                                         | Loaded - Дата выпуска: Ноябрь 1970 - Лейбл: Atlantic - Формат: CD, CS, LP                   | —   | 188 | —  | —  | —  | —  |                   |
| 1973                                         | Squeeze - Дата выпуска: Февраль 1973 - Лейбл: Polydor - Формат: LP                          | —   | —   | —  | —  | —  | —  |                   |
| «—» обозначает, что альбом не попал в чарты. |                                                                                             |     |     |    |    |    |    |                   |

## Концертные альбомы
| 1972                                         | Live at Max's Kansas City - Дата выпуска: 30 мая 1972 - Лейбл: Cotillion - Формат: CD, CS, LP     | —   | —  | —  |
| 1974                                         | 1969: The Velvet Underground Live - Дата выпуска: Сентябрь 1974 - Лейбл: Mercury - Формат: CD, LP | —   | 31 | —  |
| 1993                                         | Live MCMXCIII - Дата выпуска: 26 октября 1993 - Лейбл: Warner Bros. - Формат: CD, CS              | 180 | —  | 70 |
| 2001                                         | Final V.U. 1971–1973 - Дата выпуска: Август 2001 - Лейбл: Captain Trip - Формат: CD               | —   | —  | —  |
| 2001                                         | The Quine Tapes - Дата выпуска: 16 октября 2001 - Лейбл: Polydor - Формат: CD                     | —   | —  | —  |
| 2015                                         | The Complete Matrix Tapes - Дата выпуска: 20 ноября 2015 - Лейбл: Polydor - Формат: CD            | —   | —  | —  |
| «—» обозначает, что альбом не попал в чарты. |                                                                                                   |     |    |    |

## Сборники
| Год  | Об альбоме | Высшая позиция в чартах | Высшая позиция в чартах | Высшая позиция в чартах | Высшая позиция в чартах | Сертификация      |
| Год  | Об альбоме | US                      | NZ                      | NOR                     | UK                      | Сертификация      |
| ---- | --- | ----------------------- | ----------------------- | ----------------------- | ----------------------- | ----------------- |
| 1970 | Velvet Underground - Дата выпуска: 1970 - Лейбл: MGM GAS-131 - Формат: LP                                                                       | —                       | —                       | —                       | —                       |                   |
| 1971 | Andy Warhol's Velvet Underground featuring Nico - Дата выпуска: 1971 - Лейбл: MGM - Формат: LP                                                  | —                       | —                       | —                       | —                       |                   |
| 1985 | VU - Дата выпуска: Февраль 1985 - Лейбл: Verve - Формат: CD, LP                                                                                 | 85                      | 16                      | —                       | 47                      |                   |
| 1986 | Another View - Дата выпуска: Сентябрь 1986 - Лейбл: Verve - Формат: CD, CS, LP                                                                  | —                       | —                       | —                       | —                       |                   |
| 1989 | The Best of The Velvet Underground: Words and Music of Lou Reed - Дата выпуска: Октябрь 1989 - Лейбл: Verve - Формат: CD, CS, LP                | —                       | —                       | —                       | —                       | - BPI: Серебряный |
| 1991 | Chronicles - Дата выпуска: 1991 - Лейбл: Mercury - Формат: CD, CS, LP                                                                           | —                       | —                       | —                       | —                       |                   |
| 1995 | The Best of Lou Reed & The Velvet Underground - Дата выпуска: 1995 - Лейбл: Global Rad - Формат: CD, CS, LP                                     | —                       | —                       | —                       | 56                      | - BPI: Золотой    |
| 1997 | Loaded (Fully Loaded Edition) - Дата выпуска: 18 февраля 1997 - Лейбл: Rhino - Формат: CD                                                       | —                       | —                       | —                       | —                       |                   |
| 2000 | 20th Century Masters – The Millennium Collection: The Best of The Velvet Underground - Дата выпуска: Октябрь 2000 - Лейбл: Polydor - Формат: CD | —                       | —                       | —                       | —                       |                   |
| 2001 | Rock and Roll: An Introduction to The Velvet Underground - Дата выпуска: 2 июля 2001 - Лейбл: Polydor - Формат: CD                              | —                       | —                       | —                       | —                       |                   |
| 2002 | The Velvet Underground & Nico (Deluxe Edition) - Дата выпуска: 25 июня 2002 - Лейбл: Verve - Формат: CD, LP                                     | —                       | —                       | 40                      | 59                      |                   |
| 2003 | The Very Best of the Velvet Underground - Дата выпуска: 31 марта 2003 - Лейбл: Polydor - Формат: CD                                             | —                       | —                       | —                       | —                       | - BPI: Серебряный |
| 2005 | Gold - Дата выпуска: 14 июня 2005 - Лейбл: Polydor - Формат: CD                                                                                 | —                       | —                       | —                       | —                       |                   |
| 2008 | Playlist Plus - Дата выпуска: 29 апреля 2008 - Лейбл: Polydor - Формат: CD                                                                      | —                       | —                       | —                       | —                       |                   |

## Бокс-сеты
| Год  | О бокс-сете                                                                                                 |
| ---- | --- |
| 1993 | What Goes On - Дата выпуска: 1993 - Лейбл: Raven - Формат: CD                                               |
| 1995 | Peel Slowly and See - Дата выпуска: 26 сентября 1995 - Лейбл: Polydor - Формат: CD                          |
| 2001 | Final V.U. - Дата выпуска: 2001 - Лейбл: Captain Trip Records - Формат: CD                                  |
| 2012 | The Velvet Underground & Nico 45th Anniversary - Дата выпуска: 1 октября 2012 - Лейбл: Polydor - Формат: CD |
| 2013 | White Light/White Heat 45th Anniversary - Дата выпуска: 3 декабря 2013 - Лейбл: Polydor - Формат: CD        |
| 2014 | The Velvet Underground 45th Anniversary - Дата выпуска: 24 ноября 2014 - Лейбл: Polydor - Формат: CD        |
| 2015 | Loaded 45th Anniversary - Дата выпуска: 30 октября 2015 - Лейбл: Rhino/Atlantic - Формат: CD                |

## Синглы
| Год  | Песни (Сторона «А» и сторона «Б»)                                                                                            | Альбом                        | Примечания |
| ---- | --- | ----------------------------- | ---------- |
| 1966 | «All Tomorrow's Parties» (edit) b/w «I'll Be Your Mirror»                                                                    | The Velvet Underground & Nico | [ 10 ]     |
| 1966 | «Sunday Morning» b/w «Femme Fatale» (FRA #174)                                                                               | The Velvet Underground & Nico | [ 10 ]     |
| 1968 | «White Light/White Heat» b/w «Here She Comes Now»                                                                            | White Light/White Heat        | [ 10 ]     |
| 1968 | «I Heard Her Call My Name» b/w «Here She Comes Now»                                                                          | White Light/White Heat        | [ 10 ]     |
| 1969 | «What Goes On» (edit) b/w «Jesus»                                                                                            | The Velvet Underground        | [ 10 ]     |
| 1969 | «The Velvet Underground» | The Velvet Underground        | [ 10 ]     |
| 1971 | «Who Loves the Sun» b/w «Oh! Sweet Nuthin'»                                                                                  | Loaded                        | [ 10 ]     |
| 1971 | «Who Loves the Sun (моно)» b/w «Who Loves the Sun (стерео)»                                                                  | Loaded                        | [ 10 ]     |
| 1971 | «Who Loves the Sun» b/w «Sweet Jane» (релиз в Великобритании)                                                                | Loaded                        | [ 10 ]     |
| 1973 | «Sweet Jane» / «Rock and Roll»                                                                                               | Loaded                        | [ 10 ]     |
| 1973 | «I'm Waiting for the Man» b/w «Run Run Run» b/w «Candy Says» (релиз в Великобритании)                                        | Loaded                        | [ 10 ]     |
| 1973 | «I’m Waiting for the Man» b/w «Candy Says» b/w «White Light/White Heat»                                                      | Loaded                        | [ 10 ]     |
| 1985 | «Foggy Notion» (edit) b/w «I Can’t Stand It» (promo)                                                                         | VU                            | [ 10 ]     |
| 1988 | «I’m Waiting for the Man» b/w «Heroin» (релиз в Великобритании)                                                              | Неальбомные синглы            | [ 10 ]     |
| 1988 | «Venus in Furs» b/w «All Tomorrow Parties» (релиз в Великобритании)                                                          | Неальбомные синглы            | [ 10 ]     |
| 1993 | «I’m Waiting for the Man» b/w «Pale Blue Eyes» b/w «White Light/White Heat» b/w «Sweet Jane» (релиз в Великобритании, промо) | Неальбомные синглы            | [ 10 ]     |
| 1993 | «Venus in Furs» b/w «I’m Waiting for the Man»                                                                                | Live MCMXCIII                 | [ 10 ]     |
| 1994 | «Venus in Furs» (live edit) b/w «Sweet Jane» (Live), «Heroin» (Live), «I’m Waiting for the Man» (Live) (UK #71)              | Неальбомные синглы            | [ 10 ]     |
| 2009 | «We’re Gonna Have a Real Good Time Together» b/w «If You Close the Door (After Hours)»                                       | Неальбомные синглы            | [ 10 ]     |